# Гладій Ганна Олексіївна
Ганна Олексіївна Гладій (нар. 1915, село Різдвяни, тепер Галицького району Івано-Франківської області — ?) — українська радянська діячка, завідувач бібліотеки при партійному кабінеті Бурштинського районного комітету КП(б)У Станіславської області. Депутат Верховної Ради УРСР 2-го скликання.

## Життєпис
Народилася у бідній селянській родині. Працювала у власному сільському господарстві.
З 1940 року — в колгоспі. Під час німецько-радянської війни ніде не працювала.
З 1945 року — бібліотекар, завідувач бібліотеки при партійному кабінеті Бурштинського районного комітету КП(б)У Станіславської області. Обиралася головою жіночої ради.
Член ВКП(б) з 1947 року.